# Zgoda (Basses-Carpates)
Pour les articles homonymes, voir Zgoda (homonymie).
Zgoda est une localité polonaise de la gmina et du powiat de Jarosław en voïvodie des Basses-Carpates.